# Andreas Tretner
Andreas Tretner (* 26. Mai 1959 in Gera) ist ein deutscher literarischer Übersetzer.

## Leben
Andreas Tretner absolvierte ein Übersetzerstudium an der Karl-Marx-Universität Leipzig, das er 1981 mit dem Grad eines Diplom-Übersetzers für Russisch und Bulgarisch abschloss. Er verbrachte zwei Auslandssemester an der Universität Sofia. Anschließend war er als Fachübersetzer für Carl Zeiss Jena und als Lektor für slawische Literaturen im Leipziger Reclam-Verlag tätig. Ab 1985 veröffentlichte er Übersetzungen literarischer Texte. Tretner lebt heute als freier Übersetzer in Berlin.
Andreas Tretner übersetzt Prosa und Lyrik aus dem Russischen, Bulgarischen und Tschechischen ins Deutsche.
1998 erhielt Tretner den Förderpreis zum Leipziger Buchpreis zur Europäischen Verständigung, 2001 den Paul-Celan-Preis. Für seine Übersetzung des Romans Venushaar von Michail Schischkin erhielt er 2011 den mit 10.000 Euro dotierten Internationalen Literaturpreis des Berliner Hauses der Kulturen der Welt. 2015 erhielt er vom Schweizer „Verein Dialog-Werkstatt“ den mit 10.000 SFr Preisgeld dotierten Zuger Übersetzer Anerkennungspreis. Mit seiner Übersetzung des historischen Romans „Die Sanftmütigen“ von Angel Igov aus dem Bulgarischen war Tretner 2020 für den Preis der Leipziger Buchmesse in der Kategorie Übersetzung nominiert und erhielt zusammen mit dem Autor einen Internationalen Literaturpreis des Hauses der Kulturen der Welt 2020 für seine Übersetzung.
Tretner vertritt im Wintersemester 2020/21 die August-Wilhelm-von-Schlegel-Gastprofessur an der Freien Universität Berlin, „Poetik der Übersetzung“, seine Antrittsvorlesung heißt Aus der Zeit übersetzen. Im Jahr 2021 wurde ihm für seine „einfühlsamen und treffsicheren Übersetzungen von Autoren unterschiedlicher Genres“ aus dem Russischen sowie dem Tschechischen und Bulgarischen wie auch für „sein Engagement für die Vermittlung der Literatur dieser Länder in Lesungen und Auftritten“ der Jane Scatcherd-Preis zuerkannt. Die Deutsche Akademie für Sprache und Dichtung verlieh ihm 2023 den Johann-Heinrich-Voß-Preis für Übersetzung „für seine Übertragungen slawischer Literaturen ins Deutsche“.
Er ist Mitglied im PEN-Zentrum Deutschland, im Verband deutschsprachiger Übersetzer literarischer und wissenschaftlicher Werke und des Leipziger Übersetzervereins „Die Fähre“ und Mitgründer des PEN Berlin.

## Herausgeberschaft
- Jordan D. Radičkov: Dem Herrgott vom Wagen gefallen, Leipzig 1987
- Das falsche Dasein, Leipzig 1990

## Übersetzungen
- Boris Akunin: Fandorin, Berlin 2001.
- Boris Akunin: Der Tod des Achilles, Berlin 2002.
- Boris Akunin: Der Tote im Salonwagen, Berlin 2004.
- Anatolij A. Azol'skij: Die Zelle, Leipzig 1999.
- Daniil I. Charms: Seltsame Seiten, Berlin 2009 (übersetzt zusammen mit Alexander Nitzberg).
- Marina V. Durnovo: Mein Leben mit Daniil Charms, Köln 2010.
- Die enterbte Generation, Leipzig 1994.
- Aleksandr M. Ėtkind: Eros des Unmöglichen, Leipzig 1996.
- Sergej M. Gandlevskij: Warten auf Puschkin, Berlin 2006.
- Alexander Ilitschewski: Der Perser, Berlin 2016.
- Christo Karastojanov: Teufelszwirn, Berlin 2012.
- Michail Kononov: Die nackte Pionierin, München 2003.
- Dimităr Korudžiev: Bevor gestorben wird, Klagenfurt 2003.
- Viktor O. Pelevin: Buddhas kleiner Finger, Berlin 1999.
- Viktor O. Pelevin: Die Dialektik der Übergangsperiode von Nirgendwoher nach Nirgendwohin, München 2004.
- Viktor O. Pelevin: Die Entstehung der Arten und andere Erzählungen, Leipzig 1995.
- Viktor O. Pelevin: Das fünfte Imperium, München 2009.
- Viktor O. Pelevin: Generation P, Berlin 2000.
- Viktor O. Pelevin: Das heilige Buch der Werwölfe, München 2006.
- Viktor O. Pelevin: Das Leben der Insekten, Leipzig 1997.
- Viktor O. Pelevin: Omom hintern Mond, Leipzig 1994.
- Viktor O. Pelevin: Der Schreckenshelm, Berlin 2005.
- Viktor O. Pelevin: Der Wasserturm, Berlin 2003.
- Ivan Radoev: Kugelblitz, Berlin 1987.
- Michail Šiškin: Briefsteller, München 2012.
- Michail Šiškin: Venushaar, München 2011.
- Vladimir G. Sorokin: 23000, Berlin 2010.
- Vladimir G. Sorokin: Ljod, Berlin 2003.
- Vladimir G. Sorokin: Der Schneesturm, Köln 2012.
- Vladimir G. Sorokin: Der Tag des Opritschniks, Köln 2008.
- Vladimir G. Sorokin: Der Zuckerkreml, Kiepenheuer und Witsch, Köln 2010, ISBN 978-3-462-04226-9.
- Vladimir G. Sorokin: Manaraga. Tagebuch eines Meisterkochs, Roman, Kiepenheuer & Witsch, Köln 2018, 251 S., ISBN 978-3-462-31876-0.
- Jáchym Topol: Zirkuszone, Frankfurt 2007 (übersetzt zusammen mit Milena Oda).
- Konstantin K. Vaginov: Bambocciade, Leipzig 1993.

## Filme
- Spurwechsel. Ein Film vom Übersetzen. Встречное движение. 2003. Zweisprachiger Film von Gabriele Leupold, Eveline Passet, Olga Radetzkaja, Anna Shibarova, Andreas Tretner; russische Untertitel von Studierenden des Instituts für Slawistik der LMU München angefertigt, im Übersetzerseminar von Shibarova. Weitere Mitwirkende sind Sergej Romaško, Swetlana Geier, Michail Rudnizkij, Marina Koreneva, Dorothea Trottenberg, Ilma Rakusa, Tat’jana Baskakova, Solomon Apt, Thomas Reschke. Film, Dauer 1 h 34 m